# Коняспор
„Коняспор“ (на турски: Konyaspor Kulübü) – турски професионален футболен клуб от град Коня – вилает Коня, играещ в Шампионата на Турция. Основан през 1922 г. Домашните си мачове играе на стадион „ТОРКУ Арена“, с капацитет 37 829 зрители. Отначалото клубните цветове са били черно-бели, но след сливането през 1981 г. с отбора на „Коня Идманюрду“, „Коняспор“ наследява и цветовете му – зелено-бели.

## Успехи
- Турска Суперлига:
  -  Бронзов медалист (3): 1993/94, 2015/16, 2021/22
- Купа на Турция:
  -  Носител (1): 2016/17
- Суперкупа на Турция:
  -  Носител (1): 2017
- TFF Първа лига: (2 ниво)
  -  Победител (2): 1987/88, 2002/03
  -  Победител в плейофа (2): 2009/10, 2012/13
- TFF Втора лига: (3 ниво)
  -  Победител (1): 1970/71

## Известни играчи
- Джеферсон
- Александър Хлеб
- Суат Кая

## Известни треньори
- Сафет Сушич: 2003 – 2005

## Български футболисти
- Мюмюн Кашмер: 1992/93 - (10 мача - 2 гола)
- Александър Александров – Кривия: 2006/07 - (14 мача - 2 гола)
- Емил Ангелов: 2012 - (1 мач - 0 гола)
- Димитър Рангелов: 2014/17 - (78 мача - 13 гола)